# Меморіальна премія Гайдена з геології
Меморіальна геологічна нагорода Гайдена з геології — вручається Академією природничих наук Університету Дрекселя (колишня Академія природничих наук Філадельфії), Філадельфія, штат Пенсільванія, США. Премію назвали на честь американського геолога Фердинанда Вандевіра Гайдена. Нагорода заснована в 1888 році й уперше присуджена в 1890 році.